# Grand château d'Ansembourg
Le grand château d'Ansembourg, aussi appelé nouveau château d'Ansembourg est un château luxembourgeois situé sur la commune de Helperknapp.
Il fait partie de la vallée des sept châteaux.

## Histoire
Construit en 1639 par un pionnier de la métallurgie, Thomas Bidart, le château est de style Renaissance: une exception parmi les autres châteaux (médiévaux) de la vallée.
En 1624, M. Bidart, originaire de Dinant en Wallonie (Belgique), commença à exploiter une fonderie à Septfontaines (Simmerschmeltz) ainsi qu'une forge près de la rivière de l'Eisch, en contrebas de l'ancien château.
On trouvait, dans cette vallée, du minerai de fer, du bois abondant permettant de faire du charbon, ainsi que de l'eau - tout ce qu'il fallait pour fabriquer armes et outils requis par la guerre de Trente Ans qui embrasait toute l'Europe. Son entreprise avait pour base un bail avec la famille de Raville, de la noblesse locale.
Après quelques années, il avait atteint un degré de prospérité tel qu'il acquit progressivement les propriétés et titres de la famille de Raville, qui entre-temps s'était appauvrie. Entre 1639 et 1647, il construisit la « maison de maître des forges », qui constitue toujours l'élément essentiel de la partie centrale du château.
Le domaine a connu une importante métamorphose au XVIIIe siècle, alors que les héritiers de Thomas Bidart se virent élevés au rang de baron (1728), puis de comte de Marchant et d'Ansembourg, puis de comte du Saint-Empire (1749-1750).
Aujourd'hui, Ansembourg est une zone protégée au niveau national et européen. La vallée de l'Eisch, appelée vallée des sept châteaux depuis le XIXe siècle, s'est creusée dans un socle de grès du Luxembourg, remontant à l'époque triasique.
Les bâtiments appartiennent à la communauté religieuse japonaise Sukyo Mahikari depuis 1987 et ne sont pas ouverts au public.

## Jardins
Les jardins remarquables du château sont ouverts au public tout au long de l'année. Ils furent tracés à partir de 1750, dans la seconde période de construction du domaine. Le jardin baroque à la française fut rénové avec l'aide financière de l'UE.
Dans ces jardins en terrasses, jalonnés de plantes exotiques et d’arbres fruitiers, on trouve également des statues, escaliers et fontaines d’exception.

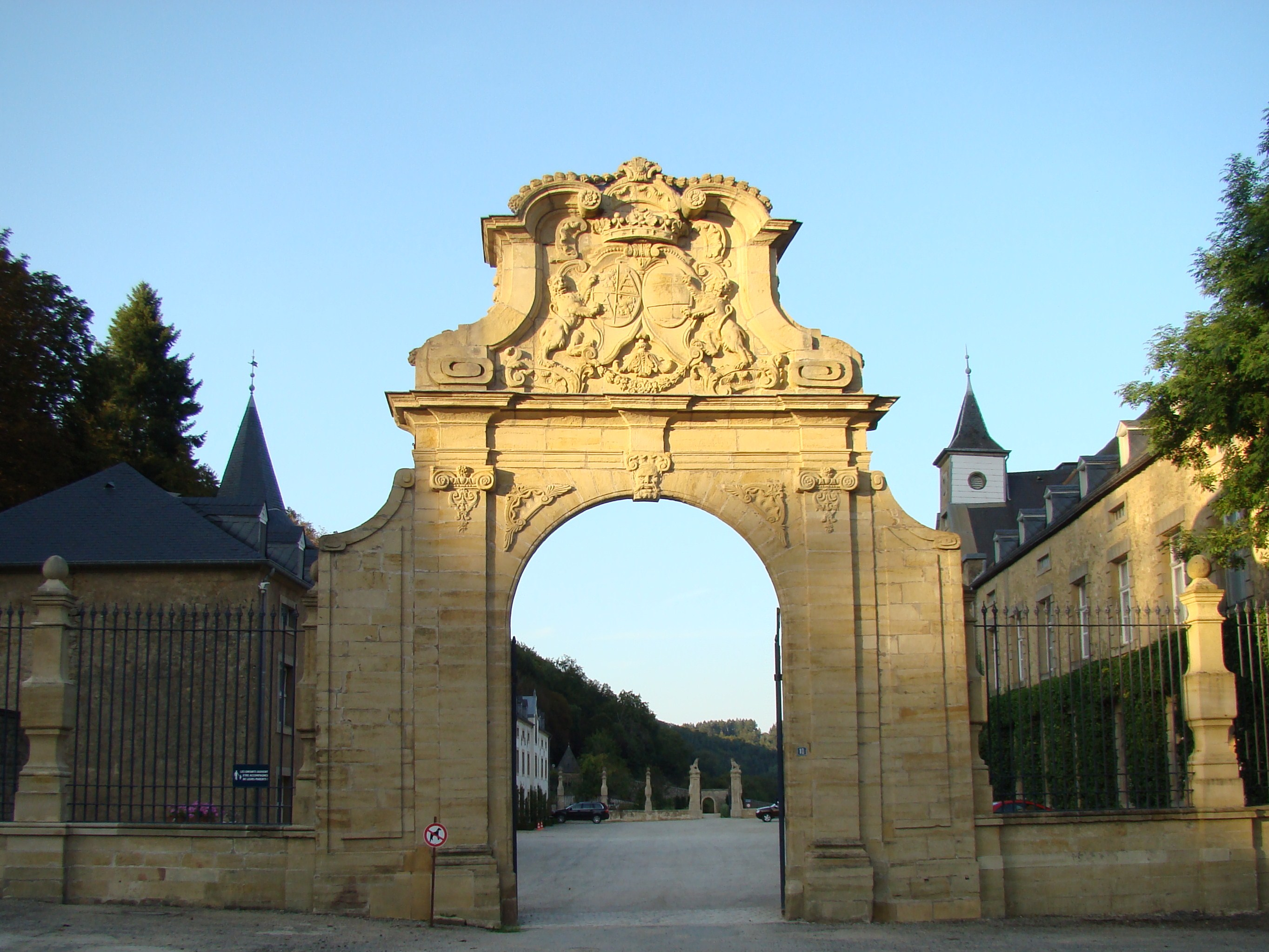
Portail du « nouveau château »
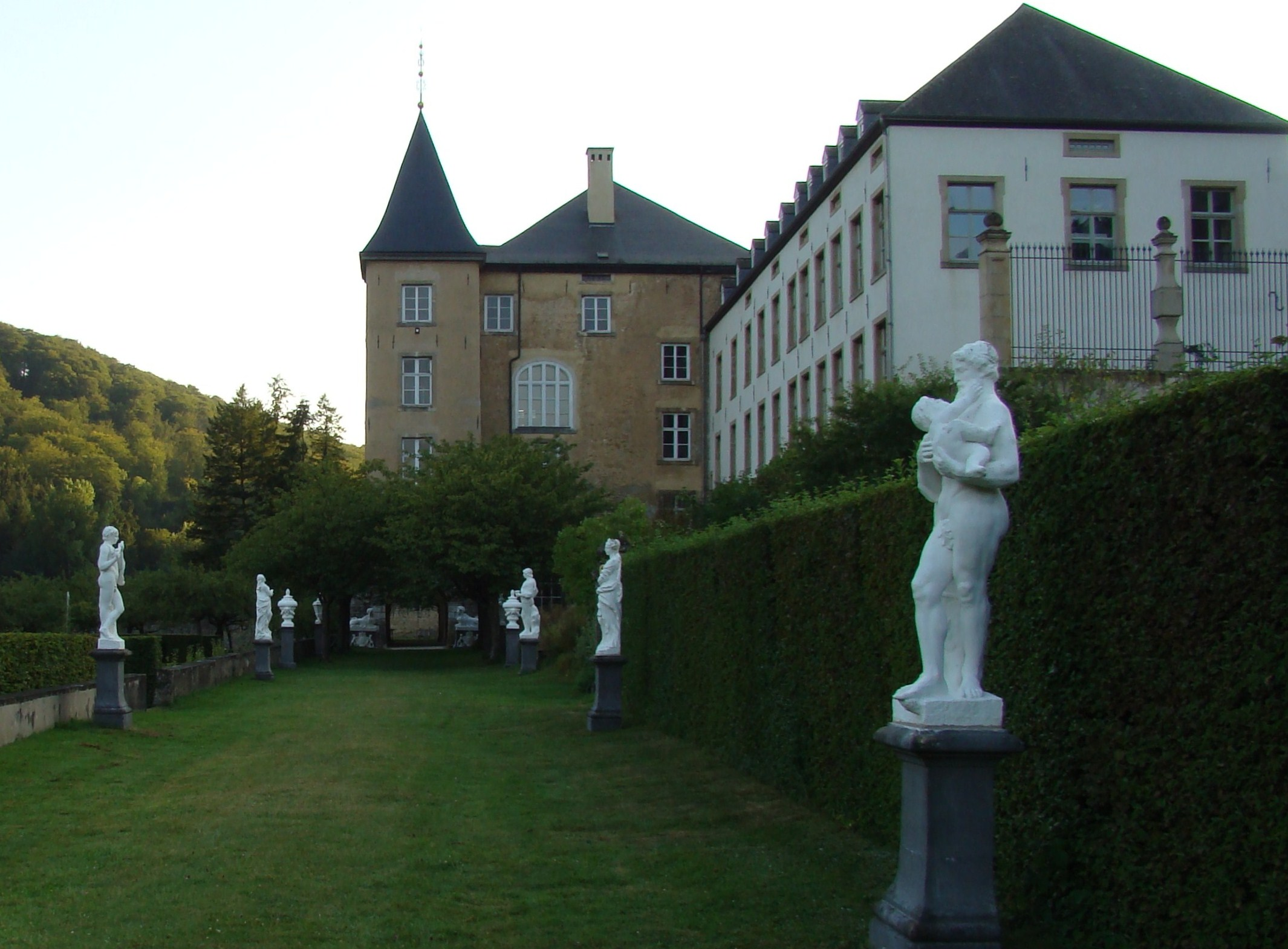
Allée du jardin attenant
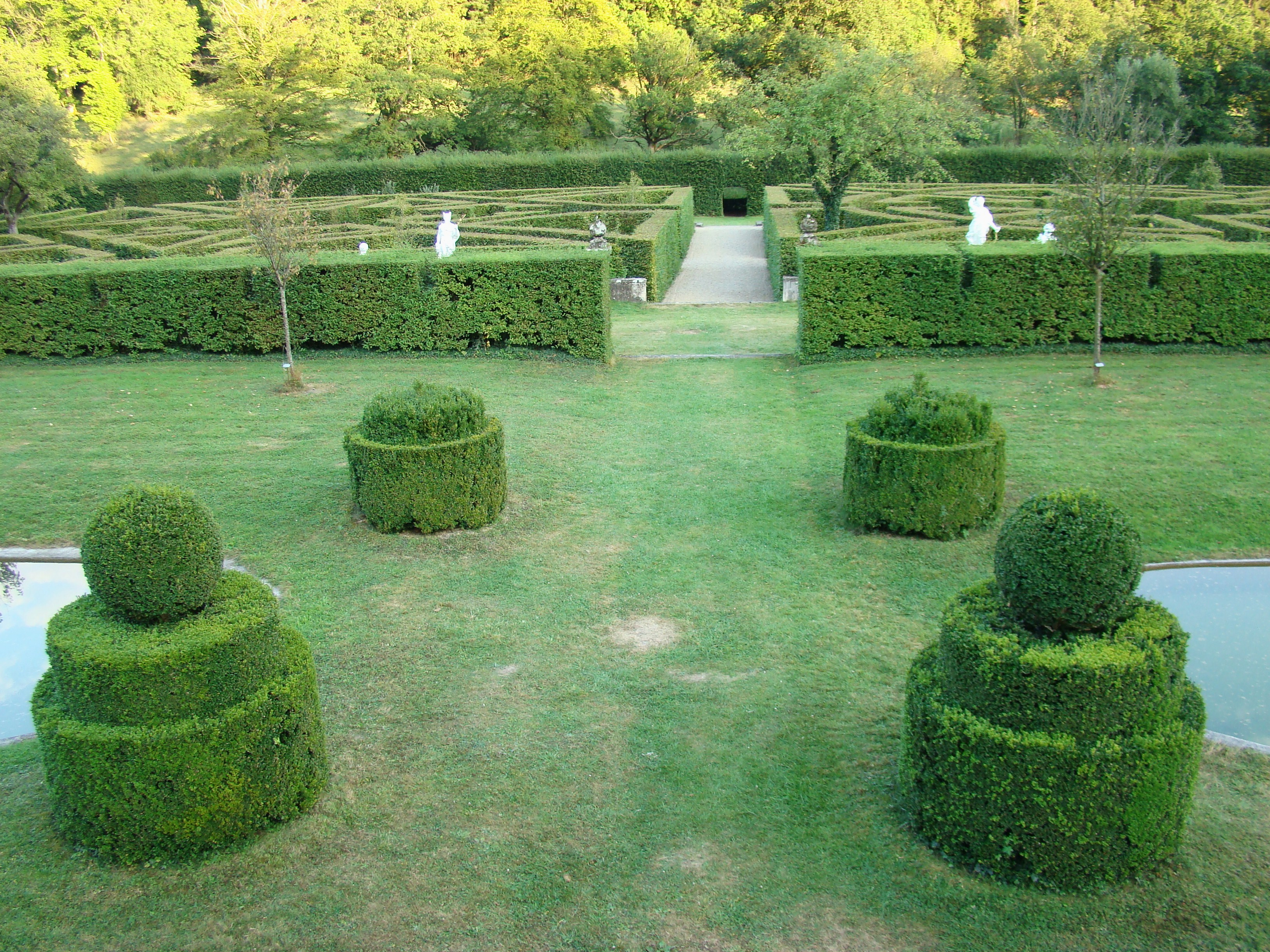
Jardin « à la française » en terrasse
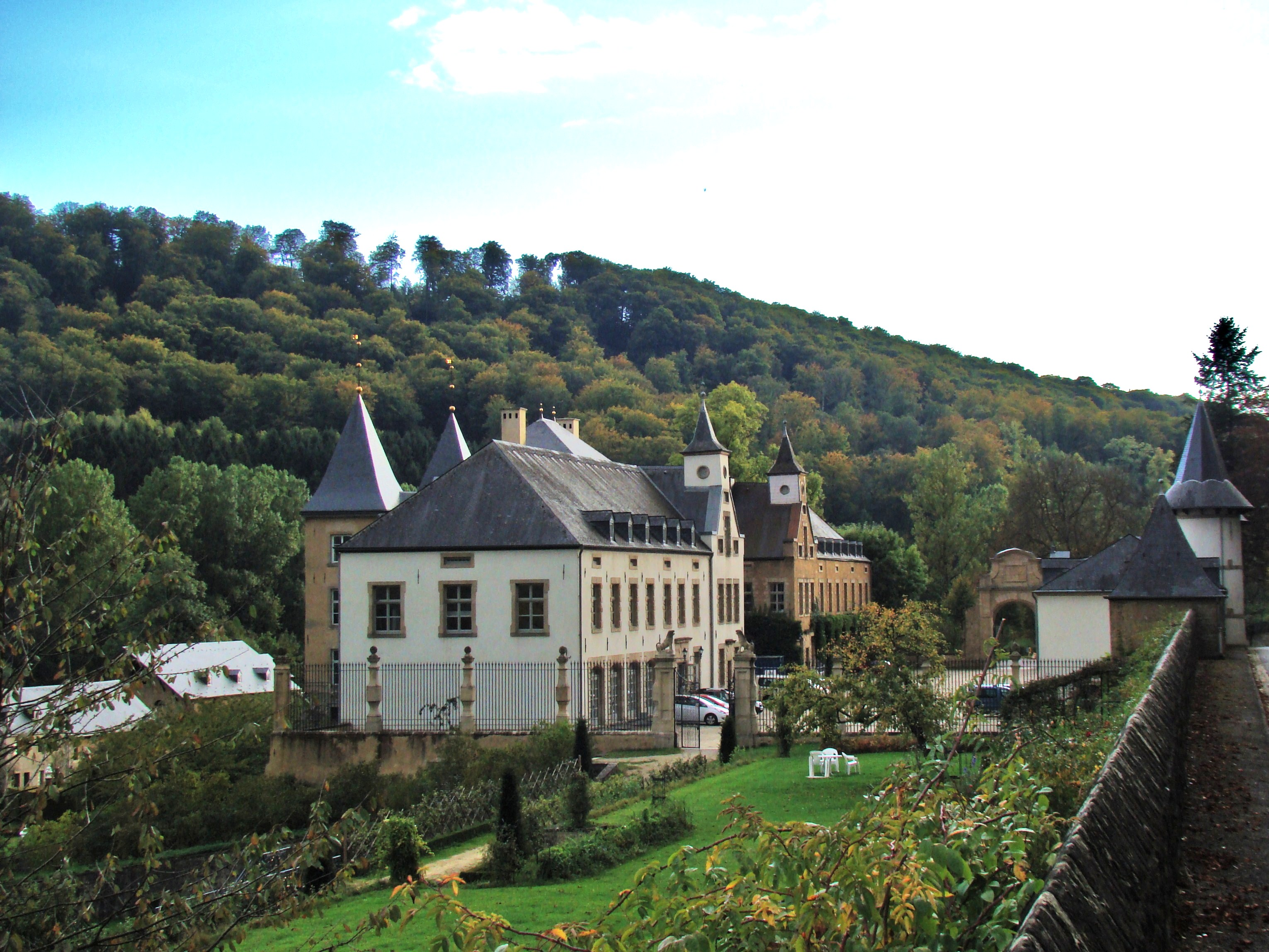
Vue générale depuis la route CR105
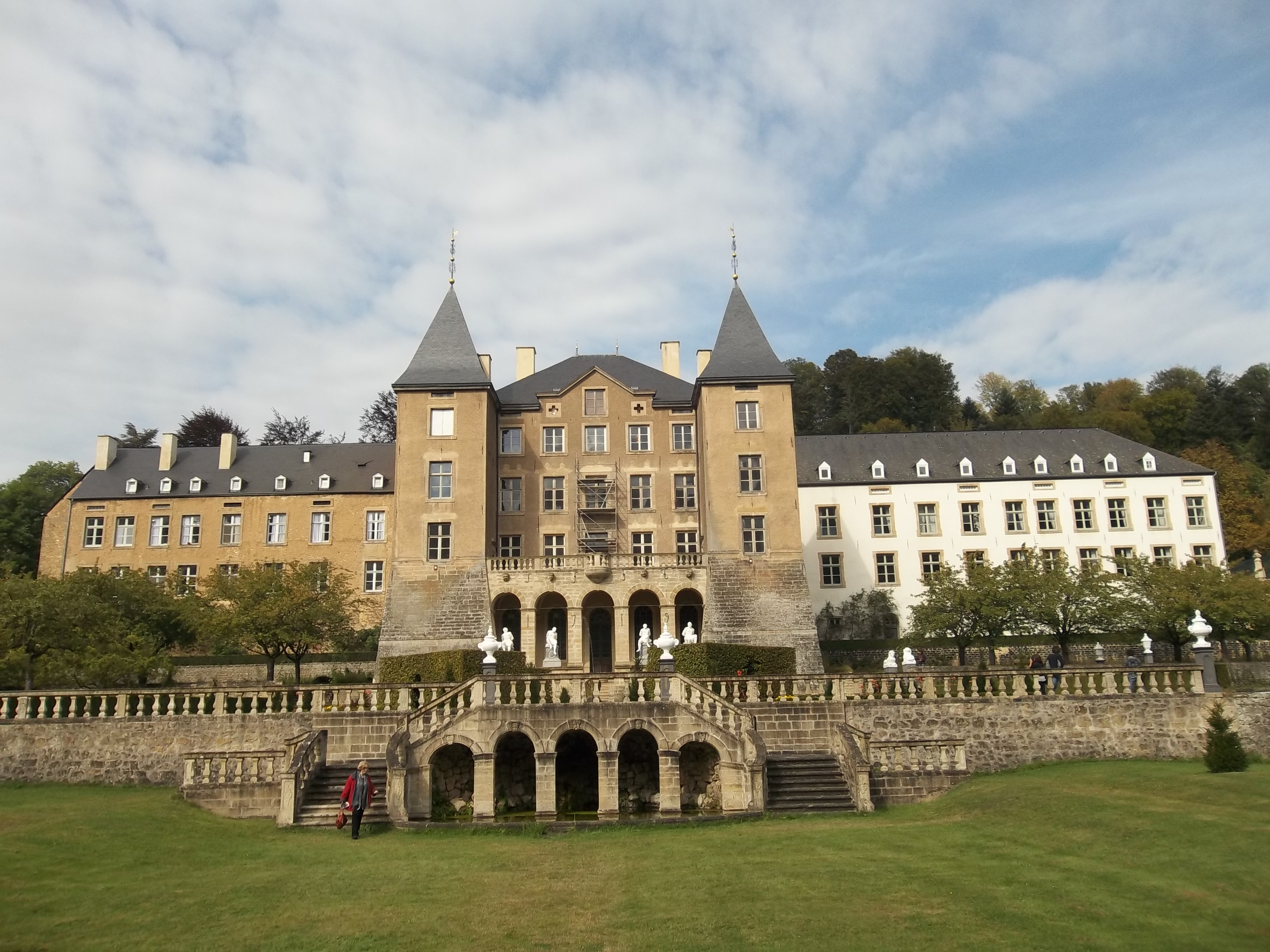
Vue générale, façade sud complète
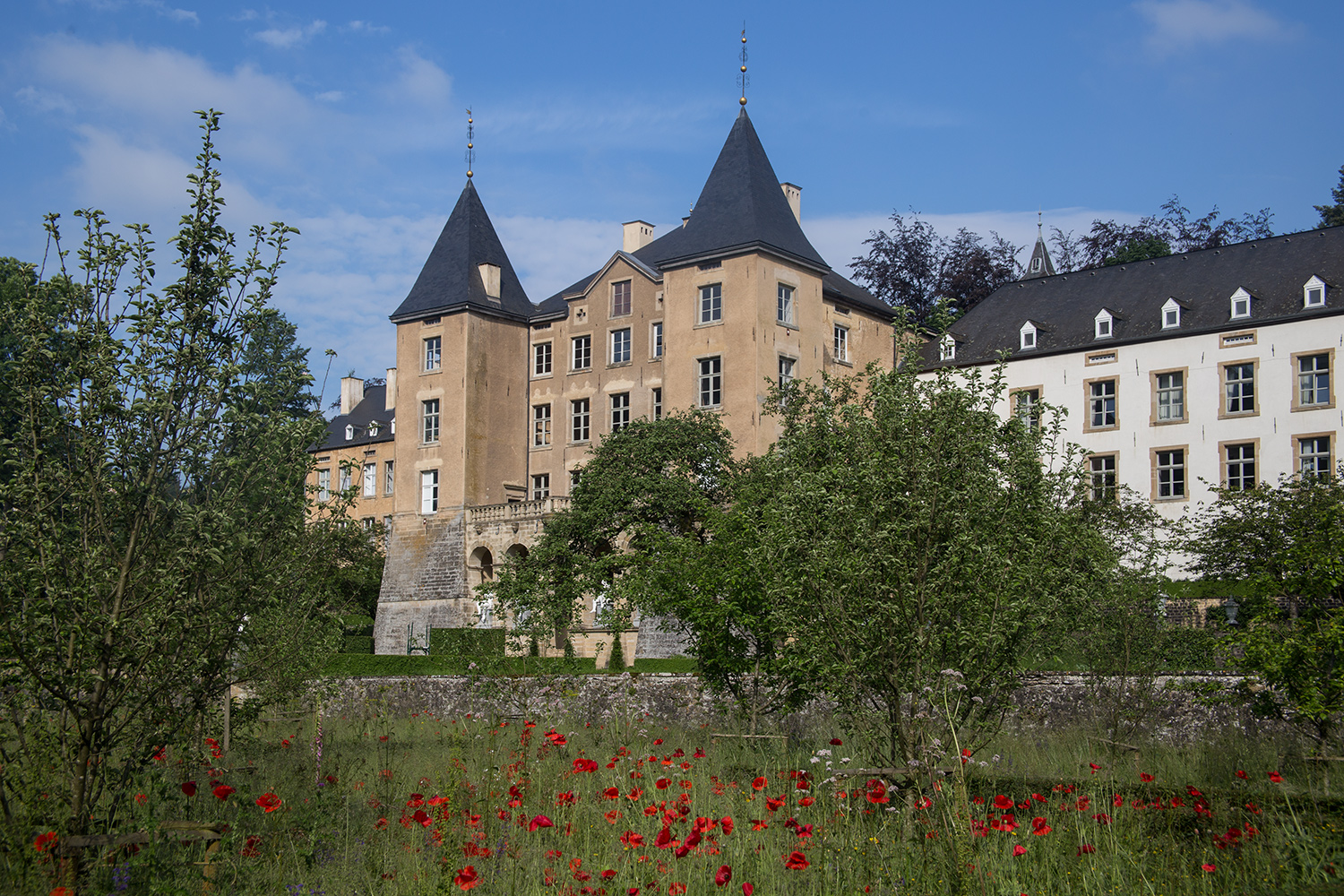
Vue du jardin au printemps

### Pages externes
Le château sur https://www.visitluxembourg.com